# Ильинка (Калачеевский район)
Ильинка — село в Калачеевском районе Воронежской области.
Входит в состав Подгорненского сельского поселения.

## География

### Улицы
- ул. Заречная,
- ул. Набережная,
- ул. Октябрьская,
- ул. Первомайская,
- ул. Приозерная,
- ул. Советская,
- ул. Сосновая.

## Известные жители
- Величко Владимир Макарович (род. 23 апреля 1937) — советский государственный деятель, организатор экономики, промышленности и производства. Первый заместитель Премьер-министра СССР (1991). Дважды лауреат Государственной премии СССР (1976, 1978). С начала Великой Отечественной войны жил в эвакуации в селе Ильинка, учился в Ильинской школе (до 1947).
- Царегородский Алексей Андрианович (3 марта 1918 — 7 июля 1995) — штурман бомбардировочной авиации, гвардии капитан; педагог. Родился в селе Ильинка Богучарского уезда Воронежской губернии. Участник Великой Отечественной войны. Герой Советского Союза. В послевоенное время работал директором Ильинской школы.